# Bianco di Scandiano
Le Bianco di Scandiano est un vin blanc italien de la région Émilie-Romagne doté d'une appellation DOC depuis le 11 mai 1987.
Le vin existe aussi en version mousseux, le Bianco di Scandiano frizzante et le  Bianco di Scandiano spumante.
En 1996, le Bianco di Scandiano fut remplacé par l'appellation Colli di Scandiano e di Canossa.
Seuls ont droit à la DOC les vins récoltés à l'intérieur de l'aire de production définie par le décret. 

## Aire de production
Les vignobles autorisés se situent en province de Reggio d'Émilie dans les communes de Albinea, Quattro Castella, Bibbiano, Montecchio, San Polo d'Enza, Canossa, Vezzano sul Crostolo, Viano, Scandiano, Castellarano et Casalgrande ainsi qu'en partie sur le territoire des communes Reggio d'Émilie, Casina, Sant'Ilario d'Enza et Cavriago.

## Caractéristiques organoleptiques
- couleur : blanc paille plus ou moins clair
- odeur : caractéristique, agrábble, fruité
- saveur : sec, aimable ou doux, frais, harmonieux, plein.

Le Bianco di Scandiano se déguste à une température de 10 à 12 °C et il se gardera  1 – 3 ans. 

## Production
Province, saison, volume en hectolitres :
- pas de données disponibles